# Кујунђуша
Кујунђуша је сорта белог грожђа о чијем се пореклу и старости веома мало зна. Веома је ретка врста и јавља се на простору Србије. Има бујан чокот и бобице средње величине. Приносна је сорта и касно зри. Од кујунђуше се добија вино хармонично слатко-киселог укуса